# Julian Słoniewski
Julian Słoniewski (ur. 20 maja 1888 w Besarabii, zginął 25 września 1920 w Łucku) – kapitan pilot Wojska Polskiego II RP, dowódca 3 Eskadry Wywiadowczej.

## Życiorys

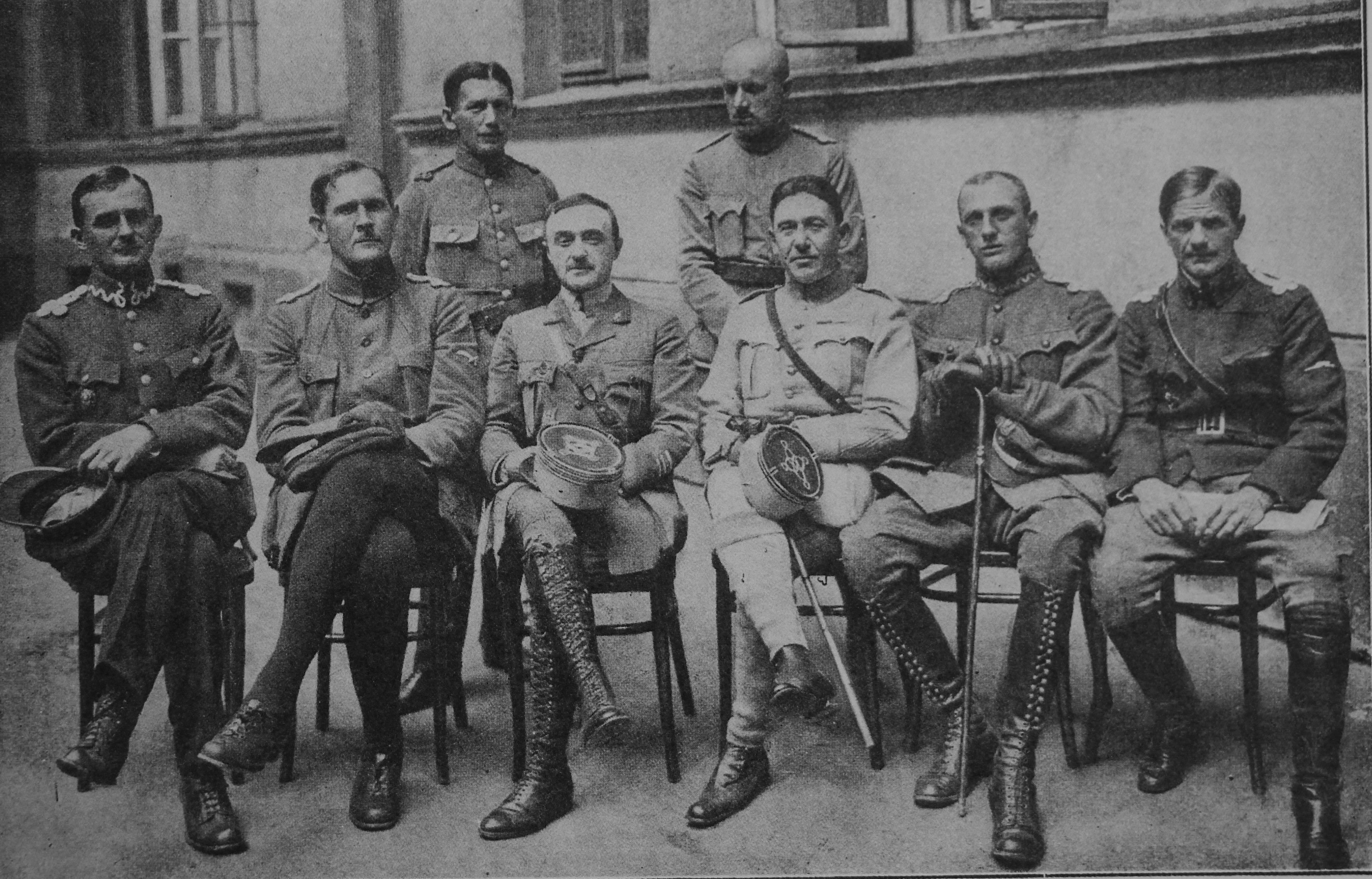
Zjazd dowódców grup lotniczych - Julian Słoniewski 2. z lewej; 1919 r.

Urodził się w polskiej rodzinie osiadłej w Besarabii w ówczesnym Imperium Rosyjskim. Ukończył studia na wydziale przyrodniczym  Uniwersytetu w Odessie. Potem studiował medycynę. Po wybuchu I wojny światowej został powołany do armii carskiej i skierowany do szkoły lotniczej, gdzie uzyskał dyplom pilota. Od 1917 walczył na froncie z Niemcami. Podczas jednego z lotów bojowych został zmuszony do lądowania i dostał się do niewoli niemieckiej.
Po odzyskaniu niepodległości rozpoczął służbę w lotnictwie polskim. W styczniu 1919 został wyznaczony do utworzenia 3 eskadry wywiadowczej i mianowany jej dowódcą. Wkrótce wziął z nią udział w wojnie polsko-ukraińskiej, operując w rejonie Chełma i Kowla. Jego zdolności organizacyjne zostały szybko zauważone przez dowództwo wojsk polskich i w maju 1919 otrzymał nominację na dowódcę IV Grupy Lotniczej. Niedługo potem został Szefem Lotnictwa przy Naczelnym Dowództwie WP.
Po zakończeniu walk z Ukraińcami skierowano go do Torunia, gdzie uczestniczył w tworzeniu i rozbudowie Oficerskiej Szkoły Obserwatorów Lotniczych. W czasie wojny polsko-bolszewickiej otrzymał zadanie zorganizowania w Warszawie 9 eskadry wywiadowczej, która następnie – pod jego dowództwem – wzięła udział w obronie stolicy w sierpniu 1920. 25 września 1920 w czasie powrotu z lotu bojowego podczas odwrotu bolszewików jego samolot Bristol F.2B rozbił się w okolicy Łucka. Julian Słoniewski wraz z sierżantem pilotem Jakubem Kieroyczykiem zginęli na miejscu.

## Odznaczenia
- Krzyż Walecznych – 29 października 1921 „w zamian za otrzymaną wstążeczkę biało-amarantową byłej Armii gen. Hallera”[7]
- Polowa Odznaka Pilota – 11 listopada 1928 roku „za loty bojowe nad nieprzyjacielem w czasie wojny 1918-1920”[8]
- Order Świętego Włodzimierza IV Klasy z mieczami i kokardą – Imperium Rosyjskie[1]
- Medal Świętego Jerzego IV stopnia „Za męstwo” (nr 52140) – Imperium Rosyjskie[1]